# 天理市立黒塚古墳展示館
天理市立 黒塚古墳展示館（てんりしりつ くろづかこふんてんじかん）は奈良県天理市にある博物館。開館日は2002年10月12日。

## 概要
古墳時代初期の前方後円墳である黒塚古墳から1998年に国内最多の三角縁神獣鏡33面、画文帯神獣鏡1面、大量の鉄製刀剣類、U字形の鉄製品などが出土した。これらの調査成果を公開・活用するために、天理市により、黒塚古墳の周濠だったと考えられる池の東畔の公園内に開設された施設である。
館内は、1階の吹き抜け下に黒塚古墳の石室が原寸大（長さ8.3m）模型で再現されており、2階の吹き抜け上から1階の石室全体を見渡すことができるようになっている。ほか1階では鉄器など黒塚古墳出土品のレプリカを展示して古墳時代の大和と黒塚古墳についてパネルで紹介、2階では出土した三角縁神獣鏡33面、画文帯神獣鏡1面の精巧なレプリカを展示している。なお出土品の実物は保存処理を施された上、奈良県立橿原考古学研究所にて保管されている。 

## 利用情報
- 開館時間 - 9：00～17：00
- 休館日 - 祝日・月曜（月曜が祝日の場合はその翌日も休館。）
- 入館無料

## 交通アクセス
- 桜井線 柳本駅 徒歩5分

## 周辺情報
- 長岳寺
- 行燈山古墳（崇神天皇陵）
- 渋谷向山古墳（景行天皇陵）
- 西殿塚古墳（手白香皇女衾田陵）
- 櫛山古墳
- 西山塚古墳